# Brazoria (Texas)
Brazoria é uma cidade localizada no estado norte-americano de Texas, no Condado de Brazoria.

## Demografia
Segundo o censo norte-americano de 2000, a sua população era de 2787 habitantes. 
Em 2006, foi estimada uma população de 2981, um aumento de 194 (7.0%).

## Geografia
De acordo com o United States Census Bureau tem uma área de 
4,8 km², dos quais 4,8 km² cobertos por terra e 0,0 km² cobertos por água. Brazoria localiza-se a aproximadamente 9 m acima do nível do mar.

## Localidades na vizinhança
O diagrama seguinte representa as localidades num raio de 16 km ao redor de Brazoria. 